# Список танцевальных хитов № 1 1974 года (Billboard)
Список танцевальных хитов № 1 1974 года по версии Billboard включает танцевальные синглы, занимавшие 1 место в хит-параде Hot Dance Club Play в 1974 году. Сам хит-парад появился осенью 1974 года, и в то время формировался на основе статистических данных о музыкальных треках, проигрывающихся ночных клубах Нью-Йорка.

## Список синглов № 1
| Дата       | Песня                   | Исполнитель   |
| ---------- | ----------------------- | ------------- |
| 26 октября | «Never Can Say Goodbye» | Глория Гейнор |
| 2 ноября   | «Never Can Say Goodbye» | Глория Гейнор |
| 9 ноября   | «Never Can Say Goodbye» | Глория Гейнор |
| 16 ноября  | «Never Can Say Goodbye» | Глория Гейнор |
| 23 ноября  | «Express»               | B.T. Express  |
| 30 ноября  | «Express»               | B.T. Express  |
| 7 декабря  | «Express»               | B.T. Express  |
| 14 декабря | «Express»               | B.T. Express  |
| 21 декабря | «Express»               | B.T. Express  |
| 28 декабря | «I’ll Be Holding On»    | Al Downing    |

- Архивы чартов Billboard также можно найти на Google Books (опубликовано с разрешения журнала): 1970—1974.